# Dempet (plaats)
Dempet is een bestuurslaag in het regentschap Demak van de provincie Midden-Java, Indonesië. Dempet telt 6670 inwoners (volkstelling 2010).